# پرشاخگان
پُرشاخِگان (نام علمی: Gomphaceae) نام یک خانواده از راسته پرشاخه‌سانان است.